# Amine Gouiri
Amine Ferid Gouiri (født 16. februar 2000) er en fransk professionel fodboldspiller, der spiller som angriber for Ligue 1-klub Stade Rennais FC og Frankrigs U21-landshold.